# Salvo Ruiz
Manuel Salvador Ruiz, conocido como Salvo Ruiz, fue un músico y cantante colombiano nacido en el municipio de Concordia, Antioquia, el 15 de julio de 1878 y fallecido en Medellín el 1° de abril de 1961. En su municipio natal tienen erigido un monumento en su memoria.

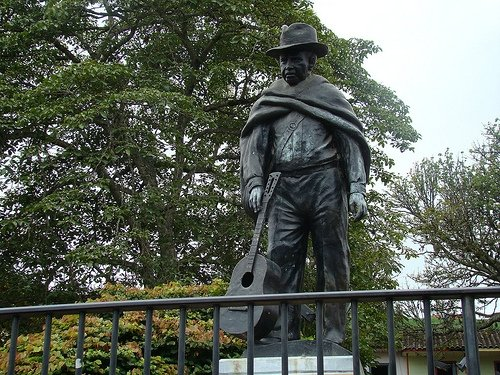
Salvo Ruiz, padre de la trova paisa.

## Legado
Es considerado el creador de un género musical extremadamente popular conocido como la trova paisa. En compañía de Antonio José Restrepo ("Ñito"), dejó ese importante legado a la identidad cultural antioqueña, el cual ha trascendido a toda Colombia.

## Humorista
El nieto de Salvo se acostumbró a la soledad y a la vida humilde pero, más allá de las dificultades, todavía guarda en su memoria los recuerdos de su abuelo, con quien vivió muchos años y al que le decía “papá”. Salvo nació el 15 de julio de 1878 en Concordia y murió en Medellín el 1 de abril de 1961, a la edad de 82 años. Él mismo alcanzó a escribir su propia biografía en versos, por supuesto, que fue publicada en su libro Coplas y trovas, que recopila muchas de sus composiciones poéticas. Así inicia la historia de su vida contada a partir de 28 estrofas:
“Al mundo doy a saber
que fui nacido en Concordia
Departamento de Antioquia
República de Colombia.
El que quiera conocerme
soy Salvo Ruiz el de Elena
que llevó sobre mis hombros
más de ochenta nochebuenas.
Mi pobre madre me crio
envuelto en una pobreza
que nos cubría todo el cuerpo
de los pies a la cabeza.
En una escuela rural
aprendí a juntar las letras
y por mi facilidad
no me quedé analfabeta.
Y sin ir a los colegios
los copleros me respetan;
¡qué tal que hubiera estudiado
dónde fueran los poetas!”